# Teested
Teestedet i golf er startpositionen for det enkelte hul, hvor golfspilleren placerer sin bold på en lille pløk, den såkaldte tee. Hvis bolden går direkte i hul i første slag, kaldes det hole-in-one.
Et Teested omfatter et rektangulært areal i en dybde af to køllelængder målt fra frontlinien.  Frontlinien og sidderne afgrænses af ydersiderne at to teestedsmarkeringer. 
| Sport | Spire Denne artikel om sport er en spire som bør udbygges. Du er velkommen til at hjælpe Wikipedia ved at udvide den. |